# Neoamerioppia woolleyi
Neoamerioppia woolleyi är en kvalsterart som först beskrevs av Hammer 1968.  Neoamerioppia woolleyi ingår i släktet Neoamerioppia och familjen Oppiidae. Inga underarter finns listade i Catalogue of Life.